# 約束 (Leadの曲)
「約束」（やくそく）は、日本のダンスボーカルユニット、Leadの26枚目のシングル。ポニーキャニオンから発売された。

## 概要
初回盤A、B、Cでメンバーの谷内伸也、鍵本輝、古屋敬多が作詞、作曲した楽曲が収録されている。
また、DVDはA、Bそれぞれで内容が異なり、Aには「約束」のミュージックビデオが、Bには同曲のダンス・バージョンが収録されている。初回盤、通常盤の初回仕様には共通してイベント参加券が封入されている。

## 収録曲
1. 約束
2. Always Love
3. 約束 (Instrumental)
4. Always Love (Instrumental)

### 初回盤
初回盤A
1. 約束
2. Always Love
3. Wake me up
鍵本輝作詞作曲
4. 約束 (Instrumental)
5. Always Love (Instrumental)
6. Wake me up (Instrumental)

初回盤B
1. 約束
2. Always Love
3. ムーンライトシャワー
古屋敬多作詞
4. 約束 (Instrumental)
5. Always Love (Instrumental)
6. ムーンライトシャワー (Instrumental)

初回盤C
1. 約束
2. Always Love
3. CROSS OVER
谷内伸也作詞
4. 約束 (Instrumental)
5. Always Love (Instrumental)
6. CROSS OVER (Instrumental)

DVD
初回盤A
1. 約束「Music Video」
2. 約束「Music Video」メイキングバージョン

初回盤B
1. 約束「Music Video Dance Ver.」
2. 約束「Music Video」ジャケットメイキング